# Gia Sàng
Gia Sàng là một phường thuộc thành phố Thái Nguyên, tỉnh Thái Nguyên, Việt Nam.

## Địa lý
Phường Gia Sàng nằm ở phía đông nam thành phố Thái Nguyên, có vị trí địa lý: 
- Phía đông giáp xã Huống Thượng với ranh giới là sông Cầu
- Phía tây giáp phường Tân Lập
- Phía nam giáp phường Cam Giá và phường Phú Xá
- Phía bắc giáp các phường Đồng Quang, Phan Đình Phùng và Túc Duyên.

Phường Gia Sàng có diện tích 4,16 km², dân số năm 1999 là 9.721 người, mật độ dân số đạt 2.337 người/km².

## Lịch sử
Sau năm 1975, Gia Sàng là một xã thuộc thành phố Thái Nguyên.
Ngày 8 tháng 4 năm 1985, Hội đồng Bộ trưởng ban hành Quyết định số 109/HĐBT thành lập phường Gia Sàng trên cơ sở toàn bộ diện tích và dân số của xã Gia Sàng.
Đến năm 2019, phường Gia Sàng được chia thành 25 tổ dân phố, đánh số từ 1 tới 25.
Ngày 11 tháng 12 năm 2019, sáp nhập tổ dân phố 2 vào tổ dân phố 1, sáp nhập hai tổ dân phố 4 và 5 thành tổ dân phố 2, sáp nhập hai tổ dân phố 6 và 7 thành tổ dân phố 4, sáp nhập hai tổ dân phố 8 và 9 thành tổ dân phố 5, sáp nhập ba tổ dân phố 10, 11, 12 thành tổ dân phố 6, sáp nhập hai tổ dân phố 13 và 16 thành tổ dân phố 7, sáp nhập hai tổ dân phố 14 và 15 thành tổ dân phố 8, đổi tên tổ dân phố 17 thành tổ dân phố 9, sáp nhập hai tổ dân phố 18 và 19 thành tổ dân phố 10, sáp nhập hai tổ dân phố 21 và 22 thành tổ dân phố 11, sáp nhập hai tổ dân phố 23 và 24 thành tổ dân phố 12, sáp nhập hai tổ dân phố 20 và 25 thành tổ dân phố 13.

## Hành chính
Phường Gia Sàng được chia thành 13 tổ dân phố: 1, 2, 3, 4, 5, 6, 7, 8, 9, 10, 11, 12, 13.

## Văn hóa
Trên địa bàn phường có cụm công trình Đài tưởng niệm các anh hùng, liệt sĩ, thanh niên xung phong thuộc đại đội 915 thành phố Thái Nguyên, hi sinh ngày 24 tháng 12 năm 1972 khi đang giải toả hàng hoá chi viện cho chiến trường miền Nam tại ga Lưu Xá.